# (33645) 1999 JW82
1999 JW82 (asteroide 33645) é um asteroide da cintura principal. Possui uma excentricidade de 0.15620260 e uma inclinação de 13.61266º.
Este asteroide foi descoberto no dia 12 de maio de 1999 por LINEAR em Socorro.